# Tublatanka
Tublatanka is een Slowaakse band.

## Biografie
Tublatanka werd in 1985 opgericht door Martin Ďurinda, Juraj Černý en Pavol Horváth. Het drietal leerde elkaar kennen toen ze samen studeerden aan de Comeniusuniversiteit Bratislava. De band is vooral bekend vanwege diens deelname aan het Eurovisiesongfestival 1994. Met Nekonečná pieseň eindigde Slowakije op een teleurstellende negentiende plek.
1994: Martin Ďurinda & Tublatanka · 
1996: Marcel Palonder · 
1998: Katarína Hasprová · 
2009: Kamil Mikulčík & Nela Pocisková · 
2010: Kristína Peláková · 
2011: TWiiNS · 
2012: Max Jason Mai